# فرودگاه بین‌المللی تفلیس
فرودگاه بین‌المللی شوتا روستاولی تفلیس (گرجی: თბილისის შოთა რუსთაველის სახელობის საერთაშორისო აეროპორტი) (یاتا: TBS، ایکائو: UGTB) که پیش‌تر با نام فرودگاه بین‌المللی نوو الکسیوکا شناخته می‌شد، فرودگاه بین‌المللی اصلی در کشور گرجستان است که در فاصلهٔ ۱۷ کیلومتر (۱۱ مایل) جنوب‌شرقی شهر تفلیس، پایتخت این کشور قرار دارد.
فرودگاه از طریق خیابان جرج بوش، به مرکز شهر تفلیس متصل می‌شود. نخستین ترمینال فرودگاه در سال ۱۹۵۲ میلادی و با سبک معماری استالینیستی ساخته شده‌بود. عملیات ساخت ترمینالی جدید در سال ۱۹۹۰ میلادی به پایان رسید و با شکلی بین‌المللی طراحی شد. این فرودگاه دارای یک باند ۳ کیلومتری از جنس بتن است و ترمینال‌های فرودگاه به‌گونه‌ای طراحی شده‌اند که قابلیت انتقال بهینهٔ مسافر و بار را داشته‌باشند. یک ترمینال جدید و مدرن نیز در ۷ فوریه ۲۰۰۷ میلادی افتتاح شد.

## شرکت‌های هواپیمایی و مقصدهای پروزای

### مسافربری
| شرکت‌های هواپیمایی                            | مقصدهای پروازی |
| -------------------------------------------- | --- |
| اژین ایرلاینز                                | فرودگاه بین‌المللی آتن |
| آئروفلوت                                     | فرودگاه بین‌المللی شرمتیوو |
| هواپیمایی ایرعربیا                           | فرودگاه بین‌المللی شارجه |
| ایر آستانه                                   | فرودگاه بین‌المللی آلماتی فصلی: فرودگاه بین‌المللی آستانه (قزاقستان) |
| Air Cairo                                    | فرودگاه بین‌المللی شرم‌الشیخ |
| ایربالتیک                                    | فرودگاه بین‌المللی ریگا |
| هواپیمایی ارکیا                              | فصلی: فرودگاه بین‌المللی بن گوریون |
| هواپیمایی آتا                                | فرودگاه بین‌المللی امام خمینی |
| اطلس گلوبال                                  | فرودگاه بین‌المللی آتاترک |
| ای‌زدای‌ال‌جت                                   | فرودگاه بین‌المللی حیدر علی‌اف (آغاز از ۲۸ مارس ۲۰۱۶) |
| هواپیمایی آذربایجان                          | فرودگاه بین‌المللی حیدر علی‌اف |
| بلاویا                                       | فرودگاه بین‌المللی مینسک |
| هواپیمایی جنوبی چین                          | فرودگاه بین‌المللی اورومچی دیووپو |
| دنیپرواویا                                   | فصلی: فرودگاه بین‌المللی دنیپروپتروفسک |
| الین‌ایر                                      | فرودگاه بین‌المللی سالونیک |
| فلای‌دبی                                      | فرودگاه بین‌المللی دوبی |
| هواپیمایی گرجستان                            | فرودگاه اسخیپول آمستردام، فرودگاه بین‌المللی باتومی، فرودگاه بین‌المللی کوتایسی، فرودگاه بین‌المللی ونوکووا، فرودگاه بین‌المللی اودسا، فرودگاه بین‌المللی بن گوریون، فرودگاه روستوف-نا-دونو، فرودگاه بین‌المللی کورومچ، فرودگاه پالکوو، فرودگاه بین‌المللی وین، فرودگاه بین‌المللی زوارتنوتس چارتر: فرودگاه بین‌المللی اهواز |
| شرکت هواپیمایی اسرایر                        | فصلی: فرودگاه بین‌المللی بن گوریون |
| لوت پولیش ایرلاینز                           | فرودگاه شوپن ورشو |
| لوفت‌هانزا                                    | فرودگاه مونیخ |
| هواپیمایی پگاسوس                             | فرودگاه بین‌المللی صبیحه گوکچن |
| قطر ایرویز                                   | فرودگاه بین‌المللی حیدر علی‌اف، فرودگاه بین‌المللی حمد |
| اس۷ ایرلاینز                                 | فرودگاه بین‌المللی دوموده‌دوو |
| SCAT                                         | فرودگاه آقتائو |
| سان دور اینترنشنال ایرلاینز اجرا توسط ال عال | فصلی: فرودگاه بین‌المللی بن گوریون (آغاز از ۶ ژوئن ۲۰۱۶) |
| ترکیش ایرلاینز                               | فرودگاه بین‌المللی آتاترک، فرودگاه بین‌المللی صبیحه گوکچن |
| هواپیمایی بین‌المللی اوکراین                  | فرودگاه بین‌المللی بوریسپیل |
| اورال ایرلاینز                               | فرودگاه پالکوو (ازسرگیری از ۲۰ آوریل ۲۰۱۶)، فرودگاه کولتسوو (ازسرگیری از ۲۰ آوریل ۲۰۱۶) |

### باربری
| شرکت‌های هواپیمایی | مقصدهای پروازی |
| ----------------- | --- |
| کارگولوکس         | فرودگاه بین‌المللی حیدر علی‌اف، فرودگاه بین‌المللی کوالالامپور، فرودگاه لوگزامبورگ - فیندل، فرودگاه چانگی سنگاپور |
| کوین ایرویز       | فرودگاه آقتائو، فرودگاه آقتوبه، فرودگاه اسخیپول آمستردام، فرودگاه عشق‌آباد، فرودگاه آتیرائو، Balkanabat، فرودگاه بین‌المللی حیدر علی‌اف، فرودگاه قیزیل‌اوردا، فرودگاه ماری، فرودگاه اورال آک ژول، فرودگاه بین‌المللی چیمکند، فرودگاه ترکمن‌باشی، فرودگاه بین‌المللی زوارتنوتس |
| قطر ایرویز        | فرودگاه بین‌المللی حمد، فرودگاه میلانو مالپنسا |
| سیلک وی ایرلاینز  | فرودگاه بین‌المللی حیدر علی‌اف |
| ترکیش ایرلاینز    | فرودگاه بین‌المللی آتاترک |

## آمارها
| سال  | مجموع مسافران | تغییر نسبت به سال گذشته |
| ---- | ------------- | ----------------------- |
| ۲۰۰۵ | ۵۴۷٬۱۵۰       |                         |
| ۲۰۰۶ | ۵۶۷٬۴۰۲       | ۳٫۷٪                    |
| ۲۰۰۷ | ۶۱۵٬۸۷۳       | ۸٫۵٪                    |
| ۲۰۰۸ | ۷۱۴٬۹۷۶       | ۱۶٫۱٪                   |
| ۲۰۰۹ | ۷۰۲٬۹۱۶       | ۱٫۷٪                    |
| ۲۰۱۰ | ۸۲۲٬۷۷۲       | ۱۷٫۱٪                   |
| ۲۰۱۱ | ۱٬۰۵۸٬۶۷۹     | ۲۸٫۷٪                   |
| ۲۰۱۲ | ۱٬۲۱۹٬۱۷۵     | ۱۵٫۲٪                   |
| ۲۰۱۳ | ۱٬۴۳۶٬۰۴۶     | ۱۷٫۸٪                   |
| ۲۰۱۴ | ۱٬۵۷۵٬۳۸۶     | ۹٫۷٪                    |
| ۲۰۱۵ | ۱٬۸۴۷٬۱۱۱     | ۱۷٫۲۵٪                  |

## شرکت‌های هواپیمایی و مقصدهای پروازی

### مسافری
| شرکت‌های هواپیمایی                            | مقصدهای پروازی |
| -------------------------------------------- | --- |
| ایجین ایرلاینز                               | آتن چارتر فصلی: هراکلین |
| آئروفلوت                                     | شرمتیوو |
| ایر عربیا                                    | شارجه |
| Air Arabia Jordan                            | فصلی: ملکه علیا |
| ایر آستانه                                   | آلماتی، آستانه |
| ایربالتیک                                    | ریگا |
| ایر قاهره                                    | شرم‌الشیخ |
| هواپیمایی ارکیا                              | فصلی: بن گوریون |
| هواپیمایی آتا                                | امام خمینی |
| اطلس گلوبال                                  | آتاترک |
| شرکت هواپیمایی آرمنیا                        | زوارتنوتس |
| آذربایجان ایرلاینز                           | حیدر علی‌اف |
| بلاویا                                       | مینسک |
| Buta Airways                                 | حیدر علی‌اف (آغاز از ۱ سپتامبر ۲۰۱۷) |
| هواپیمایی جنوبی چین                          | پکن، اورومچی دیووپو |
| DART Ukrainian Airlines                      | کیف ژولیانی |
| دنیپرواویا                                   | دنیپروپتروفسک |
| الین‌ایر                                      | فصلی: هراکلین، سالونیک |
| فلای‌دبی                                      | دوبی |
| جورجین ایرویز                                | اسخیپول آمستردام، باتومی، بوریسپیل، گاتویک، ونوکووا، پراگ رازیون، پالکوو، امام خمینی، بن گوریون، وین، زوارتنوتس فصلی: رفیق حریری بیروت، اویتاش، شهید هاشمی‌نژاد مشهد، شارل دوگل پاریس، شهید دستغیب شیراز چارتر فصلی: اهواز، بارسلونا-ال پرات |
| گلف ایر                                      | بحرین |
| هواپیمایی آسمان                              | فصلی: امام خمینی |
| لوت پولیش ایرلاینز                           | شوپن ورشو |
| لوفت‌هانزا                                    | مونیخ |
| Nordavia                                     | پالکوو |
| پگاسوس ایرلاینز                              | صبیحه گوکچن |
| پابیدا                                       | روستوف-نا-دونو |
| هواپیمایی قطر                                | حیدر علی‌اف، حمد |
| هواپیمایی قشم                                | امام خمینی |
| هواپیمایی تابان                              | امام خمینی |
| اس۷ ایرلاینز                                 | دوموده‌دوو، تولمچوا |
| اسکات ایرلاینز                               | آقتائو |
| سان دور اینترنشنال ایرلاینز اجرا توسط ال عال | فصلی: بن گوریون |
| ترکیش ایرلاینز                               | آتاترک، صبیحه گوکچن |
| هواپیمایی بین‌المللی اوکراین                  | بوریسپیل |
| اورال ایرلاینز                               | رامنسکویه، پالکوو، سوچی، کولتسوو |
| Wataniya Airways                             | کویت |
| وینگز آو لبنان                               | چارتر فصلی: رفیق حریری بیروت |
| یان‌ایر                                       | کیف ژولیانی فصلی: اودسا |
| هواپیمایی زاگرس                              | شهید دستغیب شیراز، امام خمینی |

### باری
| شرکت‌های هواپیمایی | مقصدهای پروازی |
| ----------------- | --- |
| کارگولوکس         | حیدر علی‌اف، کوالالامپور، لوگزامبورگ - فیندل، چانگی سنگاپور                                                                               |
| کوین ایرویز       | آقتائو، آقتوبه، اسخیپول آمستردام، عشق‌آباد، آتیرائو، Balkanabat، حیدر علی‌اف، قیزیل‌اوردا، ماری، اورال آک ژول، چیمکند، ترکمن‌باشی، زوارتنوتس |
| هواپیمایی قطر     | حمد، میلانو مالپنسا |
| سیلک وی ایرلاینز  | حیدر علی‌اف |
| ترکیش ایرلاینز    | آتاترک |